# Etsko Kruisinga
Etsko Kruisinga (Leens, 8 december 1875 - Schiedam, 15 februari 1944) was een Nederlands anglist, grammaticus en leraaropleider. Hij bezat internationale bekendheid vanwege zijn kennis en publicaties op het gebied van grammatica, spelling en klankleer en als anglist.

## Biografie
Kruisinga was een zoon van de in de stad Groningen geboren commissionair Johannes Jacobus Kruisinga (1841-1918) en de in Appingedam geboren dochter van een broodbakker Alberdina Lusina Hoekstra (1843-1895). Zijn oudere broer Marten (1871-1923) was koopman. Hij volgde middelbaar onderwijs aan het Gemeentelijk Gymnasium te Groningen. Hierna studeerde hij vanaf 1894 Nederlands en Engels aan de Rijksuniversiteit van Groningen. In 1898 ging Kruisinga voor een half jaar naar Oxford waar hij zijn toekomstige vrouw ontmoette met wie hij in 1901 in het huwelijk trad. Zijn vrouw overleed echter in 1911 waarna hij in 1913 hertrouwde. Kruisinga was van 1900 tot 1924 docent Engels en Nederlands. In 1904 promoveerde hij bij Bülbring in Bonn op de dissertatie A Grammar of the Dialect of West Somerset. In 1909 werd Kruisinga aangesteld als privaat-docent aan de universiteit van Utrecht. Tot zijn studenten behoorden W. van Maanen en P.N.U. Harting die beiden later hoogleraar geworden zijn.
In 1922 werd Kruisinga aangesteld als docent aan een opleidingsinstituut dat de voorloper was van de School voor Taal- en Letterkunde te Den Haag. In 1933 werd hij tot rector en in 1936 tot hoogleraar aan deze school benoemd. Hij heeft beide functies tot zijn dood in 1944 behouden.
Kruisinga was een van de oprichters van de Vereniging van Leraren in Levende Talen. Na een conflict met deze vereniging begon hij zijn eigen tijdschrift Taal en Leven. Kruisinga was tevens redacteur van het tweemaandelijkse wetenschappelijke tijdschrift voor anglisten English Studies, A Journal of English language and Literature dat opgericht was door R.W.Zandvoort. In 1931 eindigde zijn redacteurschap door een conflict met Zandvoort.
Heden ten dage is nog steeds de naar Kruisinga vernoemde Stichting dr. E. Kruisinga-Fonds actief. Deze stichting ondersteunt stages voor studenten van de Hogere Europese Beroepen Opleiding (HEBO) aan de Haagse Hogeschool.

## Persoonlijk leven
Kruisinga is twee keer gehuwd geweest. Uit zijn eerste huwelijk kwamen drie dochters en een zoon voort en uit zijn tweede huwelijk kwam een dochter voort. Hij leed aan pernicieuze anemie waardoor hij in 1922 is afgekeurd voor het leraarschap en is aan keelkanker gestorven.